# 七海ティナ
七海 ティナ（ななみ ティナ、1993年12月8日 - ）は、日本のAV女優、歌手、タレント。エイトマンプロダクション所属。

## 経歴
愛知県豊橋市出身。「ティナ」は本名であり、母の「世界に羽ばたいてほしい」という願いが込められたもの。母が応援していたティナ・ターナーから名付けられた。学生時代は、体型のことと外国人のような名前からいじめを受けていた。高校1年生の時に初体験。

### アイドル時代
高校卒業後の19歳のころ（2014年）に漫画喫茶でアルバイトをしていた時期に、名古屋・栄のビアガーデン『マイアミ』の専属アイドルユニット「マイちゃんアミちゃん」のオーディションに応募し、合格。
単年契約のために1年間活動したのちに『マイアミ』を離れ、アイドルステージにて男女ユニットを経て、名古屋・岐阜で活動するアイドルユニット蜂蜜★皇帝'に加入。のちにBee×SWATへ移籍。当時の芸名は「七碧ティナ」（読み同じ）。規約違反があったとして事務所から解雇処分を受け、2017年6月以降はソロアイドルとして活動。
2018年4月に「七海ティナ」に改名し、グラビアタレントとしてデビュー。同年5月にはアサヒ芸能および週刊プレイボーイにてヌードを披露。母からはヌードを反対されたが、「ママの気持ちもわかっての決断。ティナちゃんが決めたなら全力で応援する」と了解を得た。
芸能事務所・エイトマンと契約し、同年8月24日には恵比寿マスカッツに加入。また、2018年から女子向けのトレーニング動画「てなトレ動画(#てなトレ)」を公開。

### AV女優
2019年1月10日にSODクリエイトのレーベル「SODstar」から専属AV女優としてデビュー。

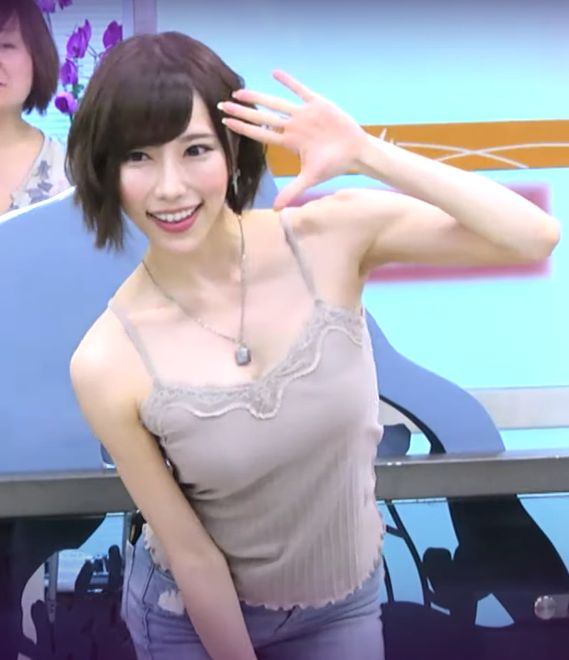
七海ティナ（2019年）

また、趣味の筋トレを活かし、ボディコンテスト「サマー・スタイル・アワード」"2019・新人類"、"2020・NOVICE"に出場した。2020年6月23日に恵比寿マスカッツを卒業。
2020年7月25日に専属出演先をFALENOのレーベル「FALENOstar」へと移籍。デビュー当時は筋肉キャラを推しだした作品が多かったが、「女体化計画」(筋量を保ちながらも女性らしい体つきにすること)で体重が増えてきたことで作品の幅が増えている。
2021年2月にFALENOから派生した配信特化型AV人妻、淑女系メーカー「DAHLIA(ダリア)」に移籍することを発表。
2021年5月開催の「FITNESS STAR JAPAN 2021-名古屋」のMCを担当。2021年、NPCJランウェイモデル出場。2021年度、FITNESS STAR全体会の総合MCを勤めた。
2021年10月以降、14歳から繰り返し発症していた摂食障害の再発、開腹手術、パニック障害による発作、人前に出ること、電車移動ができなくなり女優業を活動休止。2022年には新宿でレンタルジム、SIVA training gymを共同経営。
2023年7月14日、AV女優業に復帰したことを発表。自身のYouTubeチャンネルを更新し、痩せすぎて心のバランスが悪くなったことから、体重を45キロから10キロ程度増量したことを報告した。
2024年1月に復帰作『結婚目前の女上司と二人きりで残業。想いを抑えきれずに僕は彼女を… 七海ティナ』をアタッカーズより発売。復帰以前はマッシブな肉体や腹筋を武器にしていたが、復帰後はあえて増量してバストアップしたグラマラスボディに変化。AVライターの芝田カズは「激しく腰を打ち付けても軸がぶれない騎乗位は健在」と評した。
2025年8月よりマドンナ専属。

## 音楽活動
恵比寿マスカッツのメンバーとしての活動を経て、2020年6月24日にシングル「Allright」でソロ歌手としてROSE CREATEからデビュー。同年10月には霜月るなとのコラボユニット"TripleX"として配信シングルを発売。2021年2月1日にユニット「mushream(マシュリーム)」を始動し、3月24日にデビューシングル「GENESIS」を発売した。

## 人物
人生のテーマは「マイナスをプラスに転じること」で、昔と今の自分を比較してもらうことが喜びとしている。
趣味はかき氷巡り(氷の違いなどを楽しむ)、読書、筋トレ、ボクシング、ボルダリング、特技はスイーツ早食い、パズルゲーム、ダンス、アイスの早食い。アイドル活動を終えてからは太った自分との決別のため、徹底的に肉体改造を図りボクササイズを中心に脂肪をそぎ落としている。アイドル時から20キロ減量した。ボクシングジムには週6回通っている。
AVでは女性らしい体を求められることから、うっすら脂肪を乗せた体を理想形としているが、筋肉を生かしたマッスルセックスを提案。デビュー作ではパイズリならぬ腹筋ズリを行っている。また、背面騎乗位を得意技としていた。筋トレ女子らしくインタビューの際に体位の話題で"持ち上げる"と聞かれ、女優が持ち上げると勘違いする。
デビュー当時の雑誌のインタビューでは、1人ではする気がなく1回もしたことがないと答えているが、その後のインタビューでは、性の目覚めは小学校2年生頃で、その流れで自慰を始めると答えている。

## 作品

### イメージビデオ
| 発売日        | タイトル              | メーカー   | 品番    | 備考   |
| ------------- | --------------------- | ---------- | ------- | ------ |
| 2018年2月25日 | 七碧ティナ Debut!     | Aircontrol | OME-289 | [ 48 ] |
| 2018年6月25日 | FIRST NUDE 七海ティナ | Aircontrol | OAE-153 | [ 49 ] |

### アダルトビデオ
| 発売日         | タイトル | 規格品番  | 規格品番    | 備考       |
| 発売日         | タイトル | DVD       | BD          | 備考       |
| -------------- | --- | --------- | ----------- | ---------- |
| 2019年1月10日  | 凛として儚い 七海ティナ AV DEBUT | STARS-025 |             |            |
| 2019年2月7日   | SOD Star 七海ティナ AV DEBUT 2nd 疲れたときこそもっともエロくなる極限の心理を引き出す本能むき出し1対1性欲開放4本番                          | STARS-037 |             |            |
| 2019年3月7日   | キュキュッと締めつけ!伸縮自在! 鍛え上げた腹筋からの吸着マ○コで勃起チ○ポを根元までがっぷり!大量射精を促す焦らし寸止め & 追撃バキューム騎乗位 | STARS-046 |             |            |
| 2019年4月11日  | 耐えるほど蓄積される快感に膣内ダムが大決壊!我慢×解放×覚醒 理性崩壊オーガズム                                                                | STARS-059 |             |            |
| 2019年5月9日   | アイドルハンターにピンサロバイトをネタに脅され輪姦されても心だけは屈しなかったアイドル                                                      | STARS-071 |             |            |
| 2019年7月11日  | 七海ティナ×完全ガチンコ素人 童貞初挿入 | STARS-083 |             |            |
| 2019年8月8     | 汗だく汁だくスポコスSEX | STARS-103 |             |            |
| 2019年9月12日  | SODstar 11 SEX BUBBLE PARTY 2019 ～プールで感度アゲアゲイキまくり編～                                                                       | STARS-120 | STARSBD-120 | [ 注 6 ]   |
| 2019年9月12日  | 精巣吸引バキュームエステサロン | STARS-121 |             |            |
| 2019年10月10日 | アクメで筋肉体操 | STARS-136 |             |            |
| 2019年11月7日  | ヘタレな僕を救いに来た先輩女捜査官が悪の組織に輪姦されているのを見てフル勃起                                                                | STARS-150 |             |            |
| 2019年11月21日 | SODstar 10 SEX AFTER PARTY 2019 ～クラブでハメハメヌキまくり編～                                                                            | STARS-160 | STARSBD-160 | [ 注 7 ]   |
| 2019年12月12日 | ゲリラ豪雨の夜に憧れの女上司と会社で2人きり…帰れなくなった僕らは朝までSEXしまくった                                                         | STARS-166 |             |            |
| 2020年1月9日   | 痴女の女神 「私がアナタを、死ぬほど犯してあげるね?」                                                                                        | STARS-181 |             |            |
| 2020年2月6日   | 同僚ティナが結婚するなんて許さない、洗脳エステで俺の思い通りにしてやる!                                                                     | STARS-197 |             |            |
| 2020年3月12日  | ヤリたい放題いいなり調教イカセダンジョン | STARS-210 |             |            |
| 2020年6月25日  | 芸能人 七海ティナ 初BEST 14SEX8時間 | STARS-272 |             | 単体ベスト |

| 発売日         | 配信日               | タイトル                                                                                               | 品番      | 備考       |
| -------------- | -------------------- | --- | --------- | ---------- |
| 2020年8月27日  | 2020年7月25日        | FALENOstar専属 七海ティナ 電撃移籍DEBUT ティナ史上最高に気持ち良いSEX                                  | FSDSS-084 |            |
| 2020年9月24日  | 2020年8月30日        | 媚薬エステでイキ汁垂れ流し無限絶頂キメSEX                                                              | FSDSS-102 |            |
| 2020年10月22日 | 2020年9月25日        | 催眠フェラペット計画 先生はおチ○ポ中毒                                                                 | FSDSS-116 |            |
| 2020年11月26日 | 2020年10月13日・27日 | 裏歓楽街 いいなりメスマゾ風俗嬢                                                                        | FSDSS-129 |            |
| 2020年12月24日 | 2020年11月12日・26日 | 痴姦の虜になったエリートOL                                                                             | FSDSS-144 |            |
| 2021年1月21日  | 2020年12月11日・25日 | 腰が砕けても逃がさない!ひたすら膣奥を貫く強制立ちバックハンドル                                        | FSDSS-158 |            |
| 2021年2月25日  | 2021年1月15日・30日  | バレたら即OUT!カップルのフリして店内潜入!アドレナリンだくだく 営業中の店舗で究極のリアル声我慢セックス | FSDSS-177 |            |
| 2021年3月25日  | 2021年2月15日・27日  | 拘束・絶頂・大量射精 ファン12名とぶっかけ汁まみれ大乱交                                                | FSDSS-196 |            |
| 2021年4月22日  | 2021年3月15日・30日  | Wシ○タNTR 甥っ子兄弟の悪戯コンビネーションマッサージで寝取られアクメした新妻                           | FSDSS-212 |            |
| 2021年12月9日  | 2021年11月2日        | 七海ティナがFALENOで魅せた本能のままのセックス19本番8時間ベスト                                        | FCDSS-020 | 単体ベスト |

| 発売日         | 配信日         | タイトル | 品番      | 備考 |
| -------------- | -------------- | --- | --------- | ---- |
| 2021年5月20日  | 2021年4月21日  | ピタパン美尻で誘惑してくるパーソナルジムトレーナーと全身汗まみれSEX                                                   | DLDSS-007 |      |
| 2021年6月24日  | 2021年5月20日  | 全身舐めじゃくり痴女エステ金玉空っぽになるまでデトックス射精                                                          | DLDSS-012 |      |
| 2021年7月22日  | 2021年6月17日  | こんなピンクの乳首見たことない!近所の人妻さんの浮きブラ乳首に即勃起してしまった僕                                     | DLDSS-019 |      |
| 2021年8月26日  | 2021年7月20日  | セレブ妻没落NTR馬鹿にしていたコンビニバイトを始めた元金持ち人妻がキモい店長に2時間ハメ倒されイキ倒した記録 七海ティナ | DLDSS-024 |      |
| 2021年9月9日   | 2021年8月19日  | 蛇舌先生の凄いジュルフェラで竿バカになるまで焦らし舐めされたネバスペデート 七海ティナ                                 | DLDSS-029 |      |
| 2021年9月8日   | 2021年10月7日  | 主人の望みなら… 変態夫といいなり妻のNTS温泉旅行 七海ティナ                                                            | DLDSS-034 |      |
| 2021年11月11日 | 2021年10月14日 | 「私の舌は性感帯」 接吻と濃厚ベロキス性交 七海ティナ                                                                  | DLDSS-039 |      |
| 2021年12月9日  | 2021年11月11日 | 途中暴発してもプレイは続行。「時間内、発射無制限」何度でも出せる搾精専門ソープ。 七海ティナ                           | DLDSS-044 |      |
| 2022年1月13日  | 2021年12月7日  | チクシャ潮っ! 乳首責めだけで男潮吹かすニップル逆レ×プ 七海ティナ                                                      | DLDSS-050 |      |

| 発売日        | タイトル | 品番    | メーカー     | 備考      |
| ------------- | --- | ------- | ------------ | --------- |
| 2020年3月24日 | CPEキャットファイト夏祭り どきッ! 女だらけのキャットファイト祭 2019 ～場外フェラ電マ“ガチ”イキぐっちゃぐちゃお下品天国～ | CPD-136 | CPE          | [ 注 10 ] |
| 2024年1月2日  | 結婚目前の女上司と二人きりで残業。想いを抑えきれずに僕は彼女を… 七海ティナ                                               |         | アタッカーズ |           |

### アダルトVR
| 発売日        | タイトル | 品番     | 備考      |
| ------------- | --- | -------- | --------- |
| 2019年4月26日 | 超大型連休G.WスペシャルJOI 10日間毎日日替わりでオナニー指示してもらえるVR!                                       | DSVR-439 | [ 注 11 ] |
| 2019年5月17日 | 七海ティナ初VRセックス お互いにオイルマッサージをやりあいっこ!2人とも感度が高まってイカセイキ合い濃密ラブラブSEX | DSVR-447 |           |
| 2019年6月27日 | 筋トレ女子は性欲全開!鍛え上げられた美ボディが満足するまでイカされまくる連続射精!                                 | DSVR-470 |           |
| 2019年9月16日 | 超高級Wおっパブspecial!SODstar大集合!!                                                                           | DSVR-522 | [ 注 12 ] |

### 書籍

#### 写真集
- ティナ（2018年6月9日、ジーオーティー、撮影：山口勝己）ISBN 978-4-8148-0092-6
- 8woman エイトマン女優8人のいちばん長い日（2021年9月29日、徳間書店、撮影：塩原洋）- 所属事務所「エイトマン」設立15周年記念企画ユニット『8woman』のグラビア撮影に密着したドキュメンタリー写真集[52]。ISBN 978-4-19-865362-0

#### ポーズ集
- ビジュアルヌード・ポーズBOOK act 七海ティナ（2020年5月26日、二見書房、撮影：長谷川朗）ISBN 978-4-576-20082-8

### デジタル写真集
- 週プレPHOTO BOOK「SODstar 8LOVERS写真集 花譜-kafu-」（2019年2月4日、集英社、撮影:笠井爾示）- 「SODstar」専属女優によるデジタル写真集。
- 週刊ポストデジタル写真集「ダリアALLSTARS 花園」（2021年2月15日、小学館、撮影:熊谷貫）- 「DAHLIA」専属女優によるデジタル写真集。
- エイトマン15周年企画 8woman 裸天使∞態（2021年8月16日、小学館、撮影：西田幸樹）
- エイトマン15周年企画 8woman blanc 七海ティナ × 胡桃まどか（2021年9月3日、小学館、撮影：西田幸樹）
- エイトマン15周年企画 8woman ヌルヌル∞パラダイス（2021年9月10日、小学館、撮影：西田幸樹）
- 8woman SIDE:A（2021年11月17 日、小学館、撮影：西田幸樹）
- 8woman SIDE:B（2021年11月17 日、小学館、撮影：西田幸樹）

### 音楽
シングル
| 発売日        | アーティスト名 | タイトル | レーベル         | 品番   | 備考 |
| ------------- | -------------- | -------- | ---------------- | ------ | ---- |
| 2020年6月24日 | 七海ティナ     | Allright | ローズクリエイト | TH-211 |      |
| 2020年10月7日 | TripleX        | Fly high | TripleX          | -      |      |
| 2021年3月24日 | mushream       | GENESIS  | Be Mush Tune     | BMTCD1 |      |

## 出演

### ラジオ
- とにかく明るい安村のとにかく丸裸!（2018年12月29日、2019年1月19日・6月8・22日・8月31日・10月12・19・26日、2020年1月25日・2月8日、文化放送）
- もしかしてどぶろっくだけど!?（2021年4月3日、山陽放送他） - ゲスト[54]

### テレビ
- 楽しく学べる ねわざの時間 柔術やろうぜ!（2019年11月3日 ‐ 2020年1月27日、tvk） ‐ MC[55]
- 第7世代が○○してみた!お笑いG7サミット（2020年3月30日、日テレ） - パーツモデル[注 13]
- Tune＜フジテレビからの!＞（2020年6月25日、フジテレビ） - ゲスト[57][58]

### WEB

#### ウェブテレビ
- 今田×東野のカリギュラ シーズン1 #20（2017年10月13日、Amazonプライム・ビデオ） - カメラアシスタント・ななみ 役[注 14]
- バラエティ開拓バラエティ日村がゆく（2019年4月10日[59][60]、10月9・16日[注 15]、AbemaTV）
- DTテレビ（2019年4月26日、AbemaTV）
- 相席食堂プライムビデオSP #3（2023年7月28日、Amazonプライム・ビデオ）

#### ウェブラジオ
- 七海ティナのてなラジ♪（2020年6月7日 - 、ラジオクロニクル）

#### YouTube
- SOFT ON DEMAND公式YouTubeチャンネル「SOFT ON DEMAND」（2019年5月11日、2019年7月12日、2019年11月4・8・15日、YouTube）[注 16]
- YouTubeチャンネル「SOD HANAYAチャンネル」（2019年9月14日、2019年10月15日、YouTube）[注 16]
- 架乃ゆら公式YouTubeチャンネル「かのちゃんねる」（2020年3月29日、YouTube）[注 17]
- FALENO公式YouTubeチャンネル「聖ファレノ女学院」（2020年7月31日 ‐ 、YouTube）[注 18]
- 夕刊フジYouTubeチャンネル（2020年11月14・21・28日、YouTube）

### イベント
- 七海ティナ（恵比寿マスカッツ）と現役アイドルプロデューサーが語る激レア☆アイドル業界裏話ナイト（2019年6月18日、東京・阿佐ヶ谷ロフトA）[64]
- ドエコ×DTテレビ・ホワイトデーイルミネーションイベント（2019年3月14日、渋谷）[65]
- サマー・スタイル・アワード

2019・新人類（2019年7月6日、日野市民会館）
2020・NOVICE（2020年12月5日、福生市民会館）
- ADULT SPORTS EXPO（2019年12月27日、東京・新宿ロフトプラスワン）[66]
- FITNESS STAR JAPAN 2021-名古屋（2021年5月15日、名古屋・ウィルあいち） - MC[32]
- 乃木蛍生誕祭 2020（2020年1月21日、東京・阿佐ヶ谷ロフトA）[67]

### ゲーム
- 龍が如く7 光と闇の行方（2020年1月16日、PlayStation 4用ソフト、セガゲームス）乙姫ランド・ソープ嬢、七海ティナ 役 ※写真のみの出演

### 舞台
- ろりえの復讐（2024年4月18日 - 24日、新宿シアタートップス）[68]
- バック・トゥ・ザ・うんちゃん〜ドライバーの消える日〜（2024年10月2日 - 6日、ザ・ポケット）[69]